# チェイス・ペティ
チェイス・ロバート・ペティ（Chase Robert Petty, 2003年4月4日 - ）は、アメリカ合衆国ニュージャージー州カムデン郡出身のプロ野球選手（投手）。右投右打。MLBの出身のシンシナティ・レッズ傘下所属。

## 経歴

### プロ入りとツインズ傘下時代
2021年のMLBドラフト1巡目（全体26位）でミネソタ・ツインズから指名されてプロ入り。契約金は250万ドル。

### レッズ時代
2022年3月13日にソニー・グレイ、フランシス・ペゲーロとのトレードでシンシナティ・レッズに移籍した。
2022年は開幕をA-級のデイトナ・トーテュガスで 迎えた。12試合の先発で0勝4敗、防御率3.18の成績を残し、A+級のデイトン・ドラゴンズに昇格した。
2025年4月30日、40人ロースターに選ばれ、メジャーリーグに初昇格した。